# 广东独立运动

當代主張粵獨人士使用的代表旗幟“三色木棉旗”，見於海外示威場合

广东独立，簡稱粤獨，指的是认为广东應不受外界管轄和干擾，建立独立的政治实体的主张与運動。
在中国近代，包括康有为弟子（后与康因主张而反目）欧榘甲在内的人均曾提出此主张。欧氏在其著作《新广东》中提出了建立“广东人之广东”的主张。1911年辛亥革命，10月底，广东同盟会会员陈炯明、鄧鏗和彭瑞海等人在广东各地组织軍隊發動起义。11月9日，陈炯明率部光复惠州，同日，广东宣布独立，成立中华民国粤省军政府。1912年1月1日，中华民国成立，广东省成为中华民国中的一省。在中华民国初年，受聯省自治思想影响，广东省起草了《广东省宪法草案》，并于1921年12月19日由广东省议会通过。但是這個对广东省未来规划的主張並沒有獲得足夠支持，并且随着苏联势力介入远东以及国共两党北伐而流产。
当代亦有一些“广东独立”的主張，大部分来自互联网，亦有部分人士在海外反对中国当局的示威中打出代表广东独立的旗帜或标语，乃至在中国境内行动，引起中国当局的警惕。

## 历史

### 晚清

#### “兩廣獨立”計劃與庚子廣東獨立運動
清朝末年，内忧外患，义和团运动的迅速发展引起了清朝统治集团内部的分裂。慈禧太后于1900年6月21日发布招抚义和团和向八国联军宣战的上谕。掌握地方大权的多数督抚强烈反对，坚决支持主和派，形成地方与中央公开对抗与分裂的局面。清政府宣战后，時任兩廣總督李鴻章、兩江總督劉坤一、湖廣總督張之洞、閩浙總督許應騤、山東巡撫袁世凱等總督、巡撫等人實行東南互保，公然违背清政府的命令，不向外国开战。李鸿章更对清帝国向西方十一国宣战的诏书发出了极其强硬的回应：“此乱命也，粤不奉诏！”。此时东南各省抗拒朝廷的外交政策，自行与西方国家签订条约，实际上成为了脱离清政府控制的政治實體。而广东人素来有独特的身份认同，较早受现代化洗礼，此时渐渐萌生分离主义的念頭。广东士绅向李鸿章建议割据两广独立建国，往来粤港的商人亦寻求英屬香港政府的协助，香港政府亦有意推动，借此扩张英国在两广的利益。由於本年為庚子年，因此此事件又被稱爲“庚子廣東獨立運動”。
与此同时，革命派已打算趁清廷势弱，在岭南建立根据地。早在5、6月之交，当清廷尚未对各国宣战时，香港定例局非官守议员，兼首名华人爵士何启便在请示香港政府后，聯絡留守香港的兴中会党人陈少白，建议兴中会与李鸿章合作，建立两广独立政府。陈少白表示赞同，随即与在日本的孙文联络，香港方面亦开始与李鸿章接触。
1900年6月初，李鸿章透过机要幕僚，广东士绅刘学询与孙文接洽，希望邀请孙到广州商谈合作事宜。刘学询对此计划亦十分热衷。随后，刘学询電聯孙文：“因北方拳乱，欲以粤省独立，思得足下为助，请速来粤协同进行”。孙文当时正专注於發動惠州起义，他对此的态度是机会主义式的，也认为不妨接触：“此举设有成，亦大局之福，故亦不妨一试”。6月15日后，清政府迭电谕令李鸿章北上述职，李鸿章心存观望，借故拖延。
根据冯自由记述，庚子五月，何启“以时势紧急，瓜分之祸，濒于眉睫，粤省如不亟谋自保，决不足以图存。因向中国日报社长陈少白献策，主张革命党与粤督李鸿章合作救国，首先运动鸿章向满清政府及各国宣告两广自主，而总理率兴中会员佐之……再由卜力根据书中理由，转商鸿章，建议广东自主方案，并介绍兴中会首领孙某与之合作。鸿章如赞成此策，即由渠电邀总理回国同组新政府”。陈少白则记述：何启“私下与我商量，使我们借重香港总督之力，劝李鸿章独立，他愿意代说香港总督转劝李鸿章”。
何启的角色是要争取香港总督卜力的支持。何启首先与部分兴中会成员讨论了两广独立后改造中国的方案，即《华南志士致港督书》，再由何启译为英文後交给卜力。由何启所起草，被称为《平治章程》的纲领支持在列强托管下重组中国的政治制度，内容包括“遷都於適中之地。如南京、漢口等處”，“於各省立一自治政府，以資分理”，将司法、教育制度西化，向外商开放中国市场，以及建立议会制度：
6月11日，孙文偕杨衢云、郑士良、宫崎寅藏等人自横滨启程，于17日抵香港海面，遇到了李鸿章派来迎接他的军舰。由于担心此乃清廷诱捕他的陷阱，孙文不敢贸然上船，便派宫崎等三名享有治外法权的日本人代其赴会。当夜10时许，宫崎等人抵达刘学询在广州的公馆，双方开始秘密谈判。在谈判中，刘学询表示在列强攻陷北京前，李鸿章“不便有所表示”，暗示独立之事需待北京易手后进行。宫崎则提出，李鸿章应保障孙文安全，并向兴中会借款六万元作为双方合作基础。刘学询当即请示李鸿章后表示同意，并当面付款三万元。次日凌晨3时，长达五小时的秘密谈判结束，宫崎等人随即漏夜返回香港，孙文亦于当日启程，经河内前往新加坡。
为了维护英国在珠江流域的特殊利益，港英政府也对李鸿章与革命派合作之事兴趣甚大，决心阻止李北上，希望李鸿章留在广东建国，並支持何提出的李鸿章与兴中会合作实行兩廣独立的计划。卜力竭力推动李鸿章与孙文合作。卜力和孙文许诺李鸿章，如果独立成功，将推举李鸿章出任“两广共和国”“总统”。李鸿章为稳定华南局势，对此计划颇为心动，与革命派进行谈判并给予贷款。6月20日，署任港督加士居少将电报殖民地部，要求英國政府准许港府介入李鸿章的行程。但英国首相梳士巴利于22日下令禁止港府介入。港督卜力之后结束行程，于7月2日返港，隨即透过何启接触兴中会，并继续游说英國。
然而随着战局的恶化，清廷内主和声音越發高漲，李鸿章于7月8日再次接到清廷电报。慈禧任命李鸿章为直隶总督兼北洋大臣，李鸿章觉察到朝政有开始向有利于主和派方向发展的可能，决定改变态度，离粤北上。离开前，他首先乘船从广州抵达香港拜会港督卜力，当面向港府表态。但卜力此时仍未放弃，亦得知孙文正从新加坡启程到香港，同时向伦敦发出一份紧急电报：
在谈话中，卜力对李鸿章说：“我认为考虑到华北当今的局势，刻下是两广脱离清廷独立之良好机会。我们应该准备好保护我们的利益。”，并表示独立的两广应由李鸿章担任領導人，而孙文仅任顾问。李鸿章没有作出任何回应。此时，立法局议员韦玉与卜力会面，请求港府不惜以武力挽留李鸿章，但英国外相约瑟夫·张伯伦再三下令禁止卜力采取任何行动，故“兩廣獨立”之事終告流產。
在两广独立计划失败以后，何启继续试图游说港府方关于他改造中国王朝的思想与计划。7月21日，何啟报道称，卜力支持华南成立一個共和國。8月1日，何在英文报纸《德臣西報》上發表一篇以此政治綱領為依據的文章，在8月10日更进一步在报刊上发表关于在中国南部建立“独立共和国”的文章。8月22日，何启在《德臣西报》上用“Sinensis”為筆名，“An Open Letter on the Situation”（關於局勢的公開信）為題发表了公开信总结自己的观点，信的收件人是“約翰牛先生”：
何启认为中国在缺乏列强帮助下，终归会四分五裂，而帮助中国推行改革與解体是一项“崇高但艰巨的事业”，因此希望能得到英国人的支持，他表示：“许多有才有智的中国子民都对这件事情十分關心”。有学者认为，这恰恰是很多之前对何启的研究所忽略的另一面。

#### 广东独立协会
清廷在多次对外战争割地赔款签订不平等条约。1901年春，據傳清廷将把广东割让予法国。留日粤籍学生冯斯栾、郑贯一、李自重、王宠惠、冯自由及梁仲猷等人发起了名为广东独立协会的组织，主张广东向清廷宣告独立，强调广东省是广东人的广东，命运应由广东人而非清政府来决定。。在日粤侨响应者众，“参加者二百余人”。组织发起者亦曾拜访当时居于横滨的孙文商讨筹商办法。广东留日学生与兴中会的合作便由此开始。该会的成立推动了各省自立的风潮。这个组织虽然不是纯粹的留学生团体，但是以留学生为骨干，由于事出于“割让广东”的谣言，而协会也是同乡会性质，该会成立不久后便停止活动。

#### 欧榘甲与《新广东》
清末的中国局势引发了知识分子及社会人士的思考。他们从各种立场、各种角度出发，提出了许多迥异的主张及方案。康有为及其弟子主张通过改革上书的方式，建立以中华民族为主体的君主立宪制大一统国家。而孙文则带领同盟会以及其他组织在各地宣传革命，主张“驱逐鞑虏，恢复中华”。
甲午战争战败后，清廷被迫于该年4月签订《马关条约》将台湾及周边岛屿割让予日本，遭到台湾本地人强烈反对，台湾部分仕绅因而鼓动前台湾巡抚唐景崧在该年5月25日宣布建国，成立了亚洲第一个以“民主国”自称的国家台湾民主国。台湾民主国虽然仅短暂存在，却啟迪了后来各省独立自治的主张，并产生了密切影响。
在1902年，康有为弟子欧榘甲在其任总编辑的旧金山《大同日报》上，以笔名“太平洋客”连载一篇共五六萬字的长文《广东独立脱离满清羁绊之说》，分載數十日，主张广东独立及脫離滿清之必要，大受讀者歡迎。这组政论文很快由日本横滨的《新民丛报》转载，并由新民丛报社印成了题名《新广东》，又名《广东人之广东》的单行本出售，卷首有彩色的广东地图并附有美国独立厅图。2月22日，《新民丛报》刊登《广东人之广东》出版广告，介绍推广本书：
欧榘甲在文中如此解释自己所取的标题以及主张：
欧榘甲认为“中国人言自立者，以台湾为起点”，并以谭嗣同、唐才常等创办的《湘报》“为中国各省报言自立者始”。他在文中列出了他所认为的四点广东的“自立特质”：“人才之出众”，“财力之雄厚”，“地方之握要”及“户口之繁殖”。并提出了“自立报馆”，“自立学堂”及“秘密社会”（利用会党组织）三種手段促成独立。欧榘甲同时认为广东的三大民系，本地，福佬和客家均为广东共同体中不可分离的一部分：
欧榘甲在文后亦进一步提出了内地十八省的解体方案，以及广东与广西两地建成联邦的想法：
欧榘甲的文章掀起了广泛的讨论和关注。受歐榘甲影響，梁啟超也曾提出“中國太大，應該讓每個省獨立，分成十八個國家，這樣才容易治理”的看法，但因此被康有為強力駁斥。此书令歐榘甲被康有为严词斥责，有“雲樵離經畔道，應逐出門牆”之语。康又致书欧榘甲说：“得汝书，头痛不可言，汝等迫吾死地”，“惟有与汝等决绝，分告天下而已”。康有为为此接连撰写了竭力反对的数篇文章，斥责他的十八省各自分立的主张，论述印度亡國便是由於各省自立，因為康有為認為中國未被西方列強完全征服，就是因為領土足夠廣大。而高麗、緬甸等小國則很快被列強殖民。1902年，韩文举以笔名“忧患余生生”在《新民丛报》的“捫虱談虎錄”中赞扬欧榘甲的独立理论，认为这是能使中国本部的华人达到自立的方法，并主张中国各地的人亦可以加入此种运动：
1903年，在《新广东》问世后一年，留学日本的湖南反清人士杨毓麟（长沙人）仿照《广东人之广东》的标题，以笔名“湖南人之湖南”发表《新湖南》一文。杨毓麟的立论深受欧榘甲影响，亦主张中國本部解体。文章开篇即称：“太平洋客著《新广东》，三户之愤民，读而韪之”，并宣称“广东倡之，吾湖南和之；广东鼓之，吾湖南舞之。吾于广东，如骖之靳也”。楊氏甚至将清帝国的解体比喻为罗马帝国崩溃、将湖南独立比作欧洲民族国家建构。
1905年出版的《广东乡土历史》教科书称“广东种族有曰客家、福佬族，非粤种，亦非汉种”，将客家、福佬、粤、汉视为四个不同的民族。
1905年5月8日，清廷军机处致函各省督抚严行查禁《新广东》、《新湖南》及《新民丛报》等宣扬变法或革命的“悖逆”书刊。冯自由在其回忆录《革命逸事》中也提及，《新湖南》“鼓吹湘省脱离满清独立之说甚力，与粤人欧榘甲著之《新广东》同风行于世”。值得注意的是，陈炯明后来提出“联省自治”的主张，很大程度受到了欧的启發。
1908年，已与康有为决裂的欧榘甲与刘士骥等人希望在广西等地投资实业。欧到纽约为振华公司招股时，亦曾对人说:“吾等今日之做振华股，不过欲他日图两广之地步耳。吾蓄谋已十有余年，振华、广美两公司若成，吾之目的可达也。”1909年，康有为一派与欧榘甲等人的矛盾白热化，包括刘士骥在内的多人被暗杀。欧不得不“出入率以死士相随”，战战兢兢度日。然而康有为抢先一步，举报欧借商谋乱，图为两广独立，密谋革命。康有为在告密信中指欧榘甲“伪托于保党中，欲以暗移人心，既以反背党旨，为党魁所大责不容，则又巧变面目”，“欲谋乱，东西粤、云南三省遍布心腹，运购军伙，非藉招商股筹数十万不能措办”，“反心盜據”，“藉巡抚之势力，以招商劫商，因广西之荒僻而谋乱，欲据两粤滇黔而自立”。康有为因此擬請大理院勒令交還股款并请求朝廷“立拿乱首欧榘甲”。欧榘甲不得不走向隐匿生活，最后去世。

### 辛亥脱清後
1911年湖北武昌起义后，广东各界“策划广东自保”。11月9日，广东咨议局宣布广东脱清独立。广东的士绅阶层在晚清的咨议局改革中曾初尝现代政治参与的滋味，对于他们来说，辛亥革命是一个让他们主导实践广东独立自主的机遇。广东独立后担任广东民团总长的刘永福就在安民公告中如是说：
但也有人指出，辛亥的广东独立只是地方士绅脱离清帝国的一步，他们仍然非常期望加入未成立的中国共和政权。清末广东共和派对“中国”，“广东”有着一种二元的效忠关系。例如当时就有人在庆祝独立的文章中，将此次独立与美国建国，希腊独立，以及广东历史上南汉国与何真政权的建立区别开来：
中國異議歷史學者劉仲敬認為，儘管辛亥革命時包括廣東在內的各省各自宣布獨立，並且由於漢族身份認同，最終希望建立一個聯合的共和制中華民國，但由於例如廣東、江浙、湖南等地民情差異，因此革命後仍然紛爭不斷。這個局面非常類似在大希臘主義影響下，希臘、羅馬尼亞、馬其頓和保加利亞等地的革命派，希望建立一個統一的大希臘民族。但由於國際形勢的演變，未能成功，因此最終形成不同的民族國家。

#### 聯省自治思潮
中華民國初年，受聯省自治思潮影響，政治家与地方实力军人提出聯邦制的中國政治制度改革方案，主張各省自治立憲。
當時主政廣東的陳炯明亦贊同此種政治制度，並推動當時的廣東議會起草了《廣東省憲法草案》，規定了廣東的軍事與財政獨立自治制度以及與中華民國邦聯之間的關係。同時，在聯省自治思潮影響下，陳炯明治下的廣東開展了中國歷史上首次的縣長選舉。1921年9月，全粵民选县议员完成；11月，民选县长亦告完成。在当时的《新青年》杂志上，有一位读者來信為廣東的選舉大受鼓舞，並主張廣東不應該再尋求“統一中國”的行動，而是“成为世界上一个模范的新国”：
而在湖南，包括毛澤東等人則發起了湖南獨立運動，反對“大中華民國”，主張“湖南共和國”以及中国各省獨立建國，得到中國內外包括胡適和杜威等人士支持：
与主张广东制定省宪法及联省自治的陈炯明不同，包括孙文在内的国民党认为，联省自治和制定省宪法，只会促进中国的分裂解体和各地的独立甚至建国。孙文认为：“在现在条件下的中国，联邦制将起离心力的作用，它最终只能导致我国分裂为许多小的国家，让无原则的猜忌和敌视来决定它们之间的关系。” 在《中国国民党第一次全国代表大会宣言》中，孙更为强烈地反对了联省自治派，认为其结果“不过分裂中国，使小军阀各占一省，自谋利益。” 
 廖仲恺、邹鲁、古应芬在广东省宪法草案出台之后，便对其反对和抵制，认为其
胡汉民则指「陈炯明之制定省宪，纯是从本省出发，除图巩固省之武力，不为中央所支配之外，甚至对外宣战，『国政府』之于省军，仅有指挥之权，而无调动之权。而省军之建制等等，以省法律定之，是集中军政于省长一身。表面似是以文武之清官制，究其实直是一独立王国。」康有为也因为类似的原因反对联省自治，认为联治最终会导致中国分裂为十八个国家，而如广东这样的“小国”将会成为“大国之控制奴隶”。

陈炯明与国民党的此种分歧最终亦导致了六一六事变的发生，其后国民党和共产国际开展大规模合作，并进行联俄容共，其后更是通过国民革命军东征击败陈炯明。经济学者杨小凯认为，在军阀割据的时期，如果军阀能“形成多个小国，并形成国界不可侵犯的秩序”，则“有可能象欧洲一样形成多国平等竞争的局面”。杨小凯认为以陈炯明为代表的地方自治、联邦主义思想派就代表了中国朝多国体系发展的可能性。中国异议历史学者刘仲敬对此认为，联省自治立宪的实践如果最终没有被国共两党的北伐所干涉，最终会慢慢将中华民国的中央政府权力瓦解。而列强对不同地方军阀事實割據的保护会产生接近西班牙美洲解体的效果。以烏拉圭國家形成的過程為例，劉認為烏拉圭最初的獨立並非是希望建立一個有別於阿根廷或者拉丁美洲的獨立國家認同，反而希望如同民國時期廣東軍政者陳炯明一樣，希望完成阿根廷的統一。但隨著獨立既成事實的鞏固，因此發展出了獨立的國家。刘同时认为，中国五代时期，嶺南和越南均由殘唐的節度使據守，最終南漢國被宋消滅而靜海軍節度使變為中國的藩屬，是這兩地後來走向不同路徑的原因。

### 當代
2004年，香港出现的主张香港独立的网络团体和网站我是香港人连线除倡導香港獨立外，亦鼓吹廣東、臺灣、東突厥斯坦、西藏、內蒙古、滿洲、福建以及吳越成為主權獨立的國家。
2015年，中國國家發改委將廣東省的廣州、惠州、東莞及深圳光明新區列入試點，改善外來人口的福利，估計成本达1, 490億元人民幣，此举激發起网络上的骂战。有廣州網民在微博上宣示不滿，認為此計劃沒有考慮過原住民感受，並批評外省人沒有決心融入，不學習廣州的文化，指“無義務將廣州的資源分给外省”，更有人高呼“廣州打響獨立戰爭！一人一票決定我地的未來！” 而外地网民则指廣州人不包容，認為應該允許全國人自由遷徙，更表示“沒有外來人口，廣州經濟將癱瘓”。
2017年1月，广州五羊小学推出了第一本小学校本粤语教材《粤读羊城》，此举让很多广州人反响热烈。然而此事却在中国互联网掀起了讨论热潮，有人批评推广粤语是对国家标准语言文字教育推广的阻碍，“显然是一种地方主义渲染，极不利于国家稳定与统一”，希望当局出手制止，又质疑此举是为了建立学生使用粤语的自豪感。安徽一名名为章晓华的高中语文老师甚至在微博指这是在鼓吹粤独，质疑学校违反宪法在内多条法律。章晓华同时认为，中国人应该“维护中央权威、推动国家统一、促进民族融合”，否则会重蹈南斯拉夫解体的覆辙。更有网友向教育部举报五羊小学做法。香港有线电视新闻台为此事曾经联络章晓华，但对方拒绝回应，事件令五羊小学备受压力，校方多次婉拒受访，更指学校教材无存货，无法向外界借阅。
2019年11月，广东茂名民众抗议政府在本地兴建火葬场期间喊出“光复茂名，时代革命”的口号，与同一時間香港开展的反送中运动呼应（“光复香港，時代革命”是香港议员梁天琦创立的示威抗爭口号），并且与公安发生冲突，掀翻多辆警车。
2021年社交媒體應用Clubhouse在中国兴起，導致很多不同立場觀點的中國大陸人士在上面進行討論和辯論。當中部分來自廣東的人士因此產生對當代廣東本土公民社會和文化的討論。一部分用戶提出以广东近代文化基础建构“广东民族主义”，有别于其他以种族主义为基础的族群民族主义（种族民族主义）。他們認為
之後部分人士酝酿出一个重新构建广东公民共同体的想法，開始在其他社交平台經營關於本土文化的自媒體。
2022年3至4月，中国政府以新冠疫情为由封锁广东多个地区，有民众在反封锁抗议中喊出“大亚湾独立”的口号。
2022年9月，广州地铁及其他广州公共设施因为防疫措施而受到了限制，引起了大量广州网民在微博等社交平台上表达不满。其中有部分网民甚至提出“广人治广”、“粤人治粤”的主张。有市民接受采访时认为此种言论“有种‘粤独的感觉’”。

#### 中共国家安全问题
2016年香港立法会选举前夕，香港民主派人士杨继昌宣布成立香港民进党参选，该党主张香港独立自决。杨继昌认为，香港的选项除了独立建国，加入中华民国，成为美国属地外，还可以和独立的广东和广西组成联邦或邦联。具体而言，香港民进党的观点认为，世界潮流趋向分治而非统一，如果中国因内乱而进入分裂状态，一个以粤语人口为主的岭南独立国家，将发挥屏障香港的重要作用。香港可以利用本地的经济实力支援广东或两广立国，待大陆局势明朗，岭南国站稳阵脚，则再行商讨以何种型式与香港连结、联合。杨的观点被部分反对的人士批评其刺激北京，认为此举会让北京担心香港的独立思潮辐射两广邻近地区的民众。2017年，该党停止运作。
2018年8月，有自稱是中共體制內的公安系統人員在網上曝光了中國大數據情報系統的信息。其中，公安系統對“极端言论人员”的分類中包括了“粵獨”人員，與蒙獨、疆獨、藏獨、台獨和滬獨並列。
2019年1月1日，在香港元旦大游行中，支持香港独立的香港民族陣綫游行队伍中亦出现了支持广东独立的木棉花旗帜，队伍中也包括西藏独立、台湾独立、东突厥斯坦独立、南蒙古独立、满洲独立、闽越独立、巴蜀独立和上海独立等旗帜。除港独口号外，示威者亦高叫「廣東、廣西、福建獨立」等口號。曾参与举办该游行的香港独派人士郑侠在接受访问时表示，尽管该游行在香港本地回响不大，但却得到很多在中國和海外的獨派支持。他们反應熱烈，希望资助游行。关于此次游行的目的和作用，郑侠认为香港是一個國際平台，所以“可以用很少資源做到很大宣傳效果”，“鼓吹中國各省獨立”，使“共產黨搞香港的力度被分散”，亦指出要跳出传统泛民和本土派不关心中国大陆分离势力的局限性。
2020年6月底，中國全國人民代表大會通過引起全球關注的香港國安法，而根據香港警察針對「港版國安法」的行動指引，提及危害國家安全行為例子，包括示威者揮舞指定旗幟。其中警方列出的旗幟例子即包括出現在2019年元旦遊行的廣東獨立旗。
2022年10月26日，香港一名患自闭症的港独人士陳泰森因于连登及Telegram等平台呼吁香港人上街抗争，推翻共产党，而被控煽惑非法集結及作出煽動意圖作為等罪名。他在區域法院承認所有控罪。被告倡議「民族自強，香港獨立」，讚揚「港獨派」為「香港人奮鬥的自由戰士」。他除了倡议香港市民锻炼身体，筹组“独立革命军”以外，亦倡议与包括广东在内的中国各省人士联合推翻共产党政权。辯方早前爭議煽動罪性質嚴重，區域法院無權審理，應交付高等法院由陪審團或3名指定法官審理，最後《國安法》指定法官郭偉健裁定煽動罪屬「簡易程序罪行」，區院有權審理。11月15日，陳泰森被區域法院判囚12個月。
2023年1月5日，香港一名任职速递员的男子王俊傑因于2021年初在多个社交媒体上发布的内容，而在西九龙裁判法院被判刑。被告除了發表鼓吹「廣東獨立」等言論，亦包括轉載播錯國歌片段等言论，因此被控「作出一項或多項具煽動意圖的作為」罪。《港區國安法》指定法官、總裁判官蘇惠德判刊時认为，被告非只分享他人資訊，更親自製作及撰寫內容，內容更是宣揚内地地方獨立，分裂国家，鼓吹採取武力進行「革命」、「起义」及「打仗」，認為被告的言論，明顯威脅公共安全，為防止他人會把這些極端違法主張實行，因此必須判以阻嚇性刑罰，因此判被告入獄8個月。
2025年7月9日，香港警务处国家安全处（国安处）拘捕四名年龄介乎15至47岁的香港民主建國聯盟的男子成員，指其涉嫌违反《香港国安法》“颠覆国家政权”罪。警方在被捕人的处所，搜出大量印有包括代表“粵獨”的三色木棉旗，以及藏獨“雪山狮子旗”、東突厥斯坦“疆獨”旗等，并在記者會中展示。國家安全處總警司李桂華指這些旗幟均具有分裂國家的意圖。

#### 海外活動
2019年8月，于香港反送中运动期间，有多张上面书写“广东独立”，“Cantonia Independence”并带有“三色木棉旗”图案的海报，出现在炮台山站附近的连侬墙上

。8月23日，由上海民族党和维吾尔裔美国人协会联合举办的反共独立运动政党大会在美国首都华盛顿国会山举行。参与人士包括香港、东突厥斯坦、南蒙古以及广东等地独立运动的支持者以及中华人民共和国民主运动人士。
2021年9月30日，在美国首都华盛顿的中国驻美大使馆外有维吾尔人、阿富汗人等不同族裔的活动人士举行抗议中国国庆日集会。参与者了焚烧中国国旗和中共党旗。其中亦包括支持粤独的民运人士，并挥舞当代象征广东本土主义或广东独立的三色木棉旗。参与活动的粤独支持者陈士胜表示支持中共治下各地各族群民众独立、自决等诉求，并表示：“我们广东人都没有选票，（其实）我们也有公投的权利。”  10月1日，值中国国庆日，中国驻旧金山总领事馆前有越南、菲律宾各族裔的反中示威者聚集，其中包括展示“三色木棉旗”的广东独立支持者，其表示反对中国在南海的扩张，并认为广东的语言文化正在被中国消灭。
2022年及2023年世界人权日，均有来自广东的人士携带代表粤独的“三色木棉旗”，在加拿大、荷兰、英国等地参与抗议中国的集会活动，以向世人展示其广东人身份。一名参与的广州青年在受访时表示，他的本土独立认同受香港本土运动启发。亦有参与者表示抗议的目的是针对廣東文化及異見人士被中共打压。
2023年7月1日，在伦敦由流亡香港人团体举办的七一纪念活动中，有自稱的广东独立運動人士登台演讲。该演讲者认为，香港曾经是“东亚大陆的西柏林”，庇护过不少逃避中共极权的难民，也让他获得政治启蒙。而香港的遭遇则揭穿了“一国两制”的谎言。他期望香港和南粤有一天可以各自独立建国，并成为兩個關係友好的鄰邦，最后带领在场集会人士高喊港独和粤独口号。8月，中华民国副总统赖清德访问美国。有支持广东独立的人士参与旧金山现场的台侨欢迎会。该支持者队伍手持着“台湾独立、广东独立”、“肢解中国”的牌子，以及“三色木棉旗”。他们本想在亲共示威团体面前抗议，但遭到警方阻止。受访者表示在中国没有办法表达自己的声音，并说：“共产党的敌人就是我们的朋友，台湾代表着民主自由，支持台湾，就是支持民主自由。”
2023年8月1日至2日，主张俄罗斯解体的组织后俄罗斯自由民族论坛在日本首都東京的國会召开其第七届会议，主題為“明日之後，后俄罗斯时代空間展望：东亚和北亚的挑战与机遇”。除俄罗斯各地主张独立的活动人士以及部分日本政治家以外，也是首次有來自中國的獨立运动，包括南粵（广东）、東突厥斯坦、西藏、南蒙古、滿洲、巴蜀、閩越、贛越等人士參與。俄羅斯外交部就論壇在日本的舉行向日本大使館正式提出抗議。
2023年8月31日，值831事件四周年，有港人团体于北加州湾区圣利安住的滨海公园举行纪念集会，其中亦包括来自广东的香港支持者，展示象征广东独立和本土主义的“三色木棉旗”。。10月1日，值中国国庆，有示威者在荷兰水坝广场、伦敦特拉法加广场等地举行反华示威，其中亦包括展示粤独“三色木棉旗”的人士。一名携带该旗的示威者自称来自广东，并支持香港抗争，认为“共同的敵人就是中共，中共不單止剝奪了香港人的自由，亦都對大陸地區各個地方進行屠殺，以及對自由的剝奪。”
2023年11月，在中国共产党总书记习近平出席美国APEC峰会并访问加州的时候，反对中国的抗议者在中国驻旧金山领事馆等地进行了抗议活动，当中亦包括包括携带“三色木棉旗”，手持“驅趕共匪、還我領土”標語的广东独立支持者。一名参与者在接受媒体采访时表示其認同“Cantonia”而非中國是自己的國家，表示“中國的唯一出路是各省獨立”，“不單單廣東獨立，其他省份，例如福建、山西和內蒙都需要獨立”，並以南海問題上中國造成的爭議說明，“解體中國，世界會更和平”。12月，东京发生西太后餐厅争议事件，引发在日中国人与餐厅支持者的冲突。在餐厅恢复营业后，营业者将原先“禁止中国人入内”的告示更换成香港独立、8964、南粤独立、習維尼等涉及中国敏感议题的图像文字海报以避免亲共中国人进入店内。
2024年5月5日，中共中央总书记习近平访问法国巴黎，并遭遇当地藏族、维吾尔人等各族裔的大规模抗议。活动人士呼吁法国及欧洲不要与习近平合作。人群中包括广东独立运动人士刘飞龙。刘在凯旋门附近抗议时被法国警察逮捕关押，最后被没收旗帜、标语以及罚款。刘飞龙认为巴黎警察的做法受到了中共的压力。另外2022年12月，刘飞龙曾以广东独立运动分子的名义，在荷兰水坝广场连同其他维吾尔人抗议者一起抗议乌鲁木齐大火事件及中国防疫政策。6月2日，英國倫敦國會廣場及荷蘭阿姆斯特丹水壩廣場均舉行了紀念六四事件的集會。來自廣東的粵獨參與者表示，作為廣東人，與一些年青香港人一樣，會從人道角度和本土視角去悼念和關注六四事件。而“粵國獨立黨”成員劉飛龍則回顧強調了廣東在八九民運中的特殊地位以及席捲全省的示威歷史，呼籲年輕一代廣東人銘記35年前的歷史，爭取廣東的民主、自由、獨立，劉飛龍認為“中國想要有民主自由，分裂獨立是唯一出路”。6月9日，時值反送中運動五週年，倫敦港人上街遊行示威，要求關閉香港駐倫敦經濟貿易辦事處，粵獨參與者上台發言，表示希望港粵兩地早日獨立成國，脫離中共控制「蘇聯都要冷戰開始後四十幾年先解體，但我願意同大家企埋一齊。希望可以贏得到呢場戰鬥，中國會好似蘇聯一樣分崩離析，香港和廣東在擺脫極權統治後，終可獨立成國。」。
6月12日及7月12日（值南海仲裁案8周年），旧金山当地菲律賓、越南等多个族裔的人士，中午齐聚中國駐舊金山總領事館门外，抗议中国当局在南海的扩张。参与活动的还包括来自广东、云南、上海、香港的独立运动人士，携带粤独、沪独和滇独的旗帜。示威者高叫“中国滚出菲律宾”、“中国滚出越南”、“中国滚出广东”、“自由南粤”（Free Cantonia）等口号。来自广东的粤独党成员郑永华在活动中发言表示，中国在南海制造污染、过度捕鱼造成了严重的环境破坏，认为中国的“九段线”划到越南、菲律宾等国的近海区域毫无道理，“企图称霸世界、奴役全球，野心勃勃”、“野蛮行为完全不受法律制裁”，所以要“和更多国家的人出来抗议”，“和菲律宾人、越南人、香港人、云南人，和世界上所有热爱自由的人永远站在一起！”。郑永华挥舞写有“南粤独立”的旗帜，认为要“帮助阻止中共在全球的非法扩张”，“我们都不想被中共控制”，指出中国政府在南海进行的活动以及其九段线主张均是“违法的”。來自上海的許珂主張上海獨立，表示希望 “能擁有一個沒有中國的和平世界。上海人、香港人、廣東人和其他族裔的人們，都能自由而有尊嚴地生活，沒有恐懼或被壓迫，可以選擇自己的未來。他在接受VIETV訪問時表示，“只要中國以邪惡帝國存在的任何一天，我們東亞的各國家園：上海、香港和廣東，都不會有任何自由。只有中國解體，我們才能夠實現獨立，重獲自由。” 8月31日及10月1日，值香港831事件及中国国庆日，均有广东独立运动人士参与于美国举行的抗议。 
2024年12月10日，时值世界人权日；当日约一百名抗议者聚集在伦敦中国大使馆外，声援维吾尔人、藏人、香港人、主张内蒙古独立的人、台湾人以及其他受害群体，呼吁中国当局停止人权侵犯并释放所有政治犯，并敦促英国政府采取行动，追究中国在全球范围内的人权侵害行为。会上，一名来自广东的人士声明，他在支持香港人、西藏人和维吾尔人的抗争，共同争取民主和自由的同时，亦支持广东独立。他接受美国之音采访时说：“村民的土地被基层政权掠夺，环境因所谓的发展而被严重污染。作为广东人，我们有自己的身份认同和文化，我希望我们能建立一个独立自主的国家。” 同日，在荷兰阿姆斯特丹等地也举行了类似的集会，广东独立运动人士刘飞龙分享了自己的经历，揭露中国政府对家乡和人民的压迫。他表示，希望国际社会关注广东的人权状况，对参与人权迫害的人和机构施加制裁。刘飞龙提到自己因批评习近平被囚禁三年，并指出中国政府对南粤、维吾尔、新疆、西藏、南蒙古和香港的统治已造成严重人权灾难。他还提及广东的政治迫害案例，如廖祖笙因揭露腐败遭打压，黄雪琴因支持香港反送中运动被判刑。他呼吁制裁习近平及相关机构，停止中国的全球干预，并号召海外南粤同胞团结，推动广东独立，争取家乡自由。
2025年2月23日，时值俄羅斯入侵烏克蘭三周年，荷兰乌克兰人基金会在阿姆斯特丹水坝广场举办了对此的纪念集会活动。参与活动的广东独立运动人士刘飞龙在接受欧洲之声采访时表示，之所以要支持广东独立，是因为“广东有独特的文化、语言、历史与经济基础，我们应该拥有更大的自治权。然而，中国共产党不仅剥夺了我们的经济自由，也在消灭我们的文化与语言。他们透过推广普通话来削弱广东话的影响力，试图让我们放弃广东人的身份认同。”刘飞龙认为，成为独立国家是广东“最好的出路”，并认为“当中国共产党建立的中华人民共和国解体后，每个省份与自治区都能掌控自己的命运。”
2025年4月5日，数十名来自东突厥斯坦、西藏、广东、广西、湖北等地的活动人士在荷兰阿姆斯特丹水坝广场举行了纪念巴仁起义35周年的集会。在集会接近尾声时，参与者集体高呼“东突厥斯坦独立”“西藏独立”“广东独立”“香港独立”“广西独立”等口号。粤国独立党成员刘飞龙在会上发表演讲时表示，“三十五年前，东突厥斯坦人民反抗强制堕胎与文化灭绝。他们不是恐怖分子，而是反抗殖民者的战士，”呼吁南粤人民学习维吾尔人巴仁起义的精神，反抗殖民者的暴政和压迫。

#### 街头标语事件
2018年3月12日，媒体报道廣州多處公共設施被人寫上繁體字“廣州獨立 香港加油”，“广东独立”，“Free Cantonia”的標句，遍布交通工具及行人路之上，包括出現於大元帥府巴士站、新鴻花園巴士站、以及多個巴士坐位的椅背上，而且不同地点出现的字句字体相似，怀疑是同一人的所为，后来通过面书证实为撑粤人士伍伟豪，并且被国安部门囚禁数月写悔过书。部分反对香港独立的亲中媒体，例如香港东网，认为这是香港的“獨立歪風”蔓延到內地的表现，亦认为在公共地方胡亂塗鴉有違公德。据一名有11万粉丝的推特用户表示：“香港去年出现‘港独’字眼的横额及海报后，连广州（也）出现‘广独’标句，独立风潮蔓延中国内地！”他并说“港独向粤独致敬，港独是粤独天然盟友”。有网民不相信是广州人所为，认为他们不懂繁体字，“繁体字的广州独立？港独装的蛮像的”。亦有网民指广州独立不够好，认为“应该是广东独立还差不多”。有支持港独的网民向其致敬，认为中国的民主只有一条路可走，香港、广州、上海、东北及西藏都应独立，突破中央控制，便能保存风俗文化，改善生活，中央只需控制河北及北京便够。有香港网民则发文“广州加油，香港市民特发来贺电”。
有維權人士接受外媒採訪時表示，這是由於當地民眾不堪忍受中共打壓粵文化，對民眾的訴求置若罔聞而採取的反抗行動。廣州維權人士廖劍豪则在接受自由亞洲電台採訪時表示曾在廣州市地鐵農講所站附近見过一張A4紙寫着“廣東獨立”。廖认为这种现象的出现是一種社會進步。不過，也有广州维权人士区伯表示，尽管希望推動民主進步，但亦反對分裂國家，认为一個國家的人民应该團結一致。澳门理工学院（澳門理工大學）的政治学家阿納爾多·貢薩爾維斯在接受法广访问时亦表示，尽管广东人有其独特的身份认同，但也质疑此种运动的自洽性。
2019年8月底，广州再次发生街头喷涂粤独标语的事件。多次在實名Twitter上留言聲援香港反修例運動的廣州自由职业人士杨旭彬，於24日及26日在广州海珠区小洲村一带多处涂喷“广东独立”、“时代革命”、“光复广州”、“支持HK”、“自由”、“民主”等字样的标语，当日被警方逮捕。被捕时，警方从家中搜出防毒面具、头盔、喷油等物品。他被控寻衅滋事罪。廣州市海珠區人民法院于2020年1月13日就案件召開視像聆訊，庭上，楊旭彬承認那些標語為他所寫，自願認罪。法院一星期後發出書面判詞，以物證及楊對控罪不存異議下，裁定其行為構成尋釁滋事罪，判刑9個月，至2020年5月25日。起訴書指楊旭彬在街頭噴塗以上標語，造成群眾圍觀，是無視國家法律；又指他在公共場所起哄鬧事，擾亂社會秩序。
異見作家野渡向媒体表示，由於判刑时间距離楊獲釋時間僅餘三個月，估計楊提出上訴的機會不大。有粵獨政黨则在社交網站強烈譴責法院判決，批評法院判決「再一次展現出中國政權對基本人權的蔑視和對粵人的壓迫」，要求中國當局立即釋放楊旭彬，呼籲國際社會關注楊案。
2022年10月13日，北京四通桥发生反对习近平的抗议行动，引发海内外反对中共的人士对其的响应。16日，一名据称是“粤国独立党”（Cantonia Independence Party）成员，主张广东独立的人士于洛杉矶市政厅外挂起一幅模仿四通桥抗议者的白底紅字繁體字标语：
据报道，粤国独立党是一个“主张广东省从中国独立”的组织，并自称是“一个民主政党”。该组织成员在撑粤语运动周年纪念的时候，亦在洛杉矶地区组织过抗议中国的活动，并打出“南粤独立”，“Free Cantonia”等标语。有部分網民指稱掛橫額的地方為廣州，此不实信息在YouTube、推特等平台得到大量传播。其后经媒体通过Google Lens等图片反搜工具查证辟谣，找到该组织在推特上发布的原始帖文：
@CantoniaIP.  (推文). 2022-10-16 –Twitter. 
而据自由亚洲电台对该抗议者的独家专访，他出于对四通桥抗议者的勇气的佩服，对其呼吁进行响应。但他认为除了反对习近平和中共外，更应该从根本上反对中国的大一统体制，因为“这种体制不尊重人们乡土的利益和历史…让悲剧不断轮回。” 尽管他行动时感到害怕，但仍认为非做不可。对于该横幅造成的传播，他认为其内容得到了共鸣，并且认为经此行动，“粤独”的理念得到了更多的关注。
2023年，一名主张广东独立的青年男子郑永华在广东街头喷涂“广东独立”、“香港加油”等标语。他表示，自己受香港抗爭運動啟蒙。后来他发现自己在公交站牌上新喷的标语被抹掉了，而在喷过标语的地方，有警车停留，还有人在检查监控摄像头。由于害怕受到中共国安有关部门的关注，他最终决定通过“走线”的方式逃离中国，并经过陆路，从南美国家厄瓜多尔出发，最终于7月成功抵达美国。2024年1月，郑永华发表了支持法轮功继续揭露中共的黑幕的言论，并希望“共同努力，推翻中共的极权统治”，“中共就是世界上的毒瘤”。

## 歷史以來的流行文化
1902-1904年，欧榘甲在《新小说》上以“新广东武生”为笔名发表了改良粤剧剧本《黄萧养回头》（全名《新串班本黄萧养回头全套》）。剧中旗帜鲜明地宣扬了《新广东》中的广东独立思想，并将欧氏在《新广东》中提出的独立策略加以戏剧化演绎。在欧榘甲设置的剧情中，主人公黄种强是明代广东农民起义领袖黄萧养转世后的身份。剧名中所谓“回头”即再世的意思。欧榘甲利用了广东民间“九牛浮水面，萧养转回头”“大石沉底，白鹅浮游，三十年后，萧养回头”的民谣达到宣传的目的。本剧的剧情便是黄种强率领诸人带领广东独立的故事，而黄种强也主张“将来广东独立，全靠斯人。”欧榘甲甚至还在剧中呼应了当时的菲律宾独立战争，在戏本中，阿奎纳多最终决定了“我非律宾保广东独立自治”的国策。
日本右翼作家宫崎正弘在其1999年的军事小说《中国广东军起义》中构想了中日冲突下华南分裂的情节。在邓小平死亡后，中国的动荡使得继任的李炳章政权决定对台湾，南中国海和印度等地进行扩张以转移矛盾，而美军撤出日本也导致了日本的全面危机。小说的主人公，一名日本女画家在前往克什米尔时见识了一个与黑社会合作的支持广东、西藏独立的秘密组织。中国陷入了大乱，使得世纪末的东亚战云密布。
日本畅销军事题材小说家森詠有两部作品中均提及了广东独立的情节。在其1995-2003年出版的军事小说《新日本中国战争》中，森詠虚构了一个邓小平逝世后中国发生内部权力斗争导致地区冲突的情节。因为在对李登辉领导下的台湾独立的态度分歧，广东当局宣布了独立。中国内战由此爆发。而在森詠后来写的以虚构的2020年代为背景的军事小说《新编日本中国战争—怒涛的世纪》中，广东在中国与日本美国的军事冲突后期也宣布了独立。在两部小说中的最后，“广东共和国”的军队均加入了美国、日本与台湾对中国作战的一方。
日本小說家荒巻義雄在其多部作品中，如艦隊系列的《紺碧の艦隊》、《旭日の艦隊》等中涉及了東亞戰爭乃至第三次世界大戰的設定，其中均包含「廣東共和國」的設定。
在中国异议作家王力雄的小说作品《黄祸》中，因为中华人民共和国内部权力斗争的缘故，包括广东在内的东南沿海诸省为维护自身利益﹐宣告实行“一国多制”脱离北京当局。此举最终引发了最后扩散为全球性战争的中国南北战争。
在以中华民国为背景的回合制策略游戏民国无双里，玩家可以选择包括粤系、西藏、满洲国及东突厥斯坦第二共和国等在内的中国近代各势力。游戏以1925年、1935年、1946年的东亚为背景，玩家可选择任何势力进入游戏。在1925年的剧本中，国民政府很快会像历史上那样，与粤东陈炯明的粤系爆发战争。游戏的设计者允许选择粤系的玩家进行改变历史的操作，例如统一东亚、统一中国、联省自治、达致金融垄断，或是建立独立的“广东共和国”。若玩家选择了建国为胜利目标，最终“广东共和国”将会在战后加入联合国。该游戏发布一个月，中华人民共和国文化部便以“严重影响国家文化安全”为由查禁。
在2020年起一款由台湾团队开发的桌面游戏（随后亦包括PC游戏及手机游戏开发计划）逆统战中，玩家可以扮演东亚地区的不同地下势力，与强大的征服者“红军”（影射中国）对抗。而当中“反贼”势力包括“诸夏”各地域独派（例如：南粤、巴蜀等），以及民国派、法轮功等政治势力。《环球时报》认为该游戏将严重影响其国家安全。

## 不同各方的理解

### 政府黨派與官方傳媒
在1950年代的广东反地方主义运动中，部分广东出身的中共党员干部对依靠大军和南下干部完成土改等政策采取怀疑态度，有“北方人不来，我们机关用不着整编”，“北方人把广东的好房子占完了”等反对北方干部的言论，而华南垦殖局甚至有一青年干部肖子超主张成立脱离中央的“广东人民共和国”，因此被划为右派分子。肖子超认为广东的人力物力条件更好，因此容易更快“建成社会主义”，并指出在广东土改中出现的“偏差”和在“在第一个五年计划中以农业为重点”的错误是因为“广东不是一个独立国家”，而南下干部‘挂帅’，并不了解广东实际情况。肖子超也认为在语言系统上广东也应独成一国，因为广东语言“和北京语系都有很显著的区别”，并主张中国仿效苏联建立苏维埃加盟共和国的体制，允许加盟共和国自愿退出。。
1979年4月，中共中央工作会议上，时任中共广东省委第一书记的习仲勋提出希望中央放权与广东省，习仲勋认为“广东作为一个省，等于人家一个或几个国，得多给点自主权，类似联邦制。否则，广东就很难搞好。”主持会议的中国共产党主席华国锋疑惑习仲勋要什么权力。习仲勋当场说：“如果广东是一个‘独立的国家’，可能几年就搞上去了，但是在现在的体制下，就不容易上去。” 这番发言在会议上引起大反响。2020年10月5日，多间媒体报道，香港教育局指九龙塘宣道小学一名教师设计的校本教案，有计划地散播“港独”信息，並于9月底取消其教师注册資格。根據星島日報獨家取得涉事教案，當中在总结部分，該教師提及中国「早已有人提出分裂国土」，称中共领袖毛泽东曾经主张建立「湖南共和国」，习近平的父亲习仲勋在一九七九年亦曾称「广东要是一个独立国的话，现在会超过香港」，反问「面對這些歷史事實，香港愛黨愛國的建制派人士可會給香港市民半點解釋呢？這不就是「只許州官放火，不許百姓點燈」嗎？」  星島日報評論認爲，該教師指习仲勋倡导「粤独」完全是扭曲原意，“曲解历史”，习仲勋的説法“只是一个比喻，与「粤独」根本扯不上边。”，亦有香港建制派媒體港人講地認爲教師説法是“斷章取義”。
2008年9月11日，《南方都市报》发表以《假如广东是一个独立经济体》为题的整版报道，文章说：“让我们想象一下，假如广东是一个国家……我们将试从局外人角度，以一种新的方式来观察中国”，并计算出若将中国各省视为独立国家，““广东共和国”将成为世界第14大经济体(以购买力平价计)。” 有評論作者認為，這篇文章體現的“省獨思想”之所以會有活力，是因為“中國的大一統是武統與文統的結果”，對於廣東人而言，廣東的身份認同往往強於中國（或漢族）身份，因此“粵獨”的思想不時會以「地方主義」等不同形式出現。
2018年，香港前行政長官梁振英於社交媒體上發文批判港獨思潮及組織。梁指出在部分香港年輕人眼中，中國發生經濟危機時會有“四分五裂”的危險。假如廣東也脫離北京獨立，那麼香港獨立的條件就會更加有利，例如香港的水資源就不需要再向中國購買而是與獨立的廣東交易。梁振英藉此呼籲警惕港獨的潛在危險。
2019年8月，香港建制派议员，工联会成员陆颂雄在其个人Facebook專頁宣稱，反送中运动中香港示威者提出的五大诉求只是美帝国主义“独霸全球”的计划的其中一部分。在他指出的路线图中，陆认为美国的计划包括策动香港独立，煽动广东的独立叛乱，以及对中国的肢解。陆颂雄的言论也引起支持示威的网民热论，反认为他的想法启发了港独运动的方向。
在台灣問題上積極鼓吹“武統”，堅決反對台獨的中國學者李毅在談及台灣獨立問題時認為，台灣社會之所以會產生獨立的意識，是因為兩岸分治的事實和台灣舉行定期選舉的緣故。他認為以上的條件存在足夠長時間後，台灣便會產生與大陸區隔的主體意識。他以假設的廣東獨立為例，稱如果廣東“從1996年開始，每四年選一次廣東國總統”，那麼廣東就會產生區隔於中國的獨立國家意識，“廣東就沒有中國人了”，“把中國視為外國”。同時這個假設的情況下，“廣東國”還會修改本國的歷史地理教材，“定義國家的最高山峰，最長河流是珠江”等等。“從九六年開始搞到現在，那你還想跟人家說我是中國人，講我要統一，人家不覺得你是瘋子嗎。” 他的這番言論引發了海內外網民的熱烈討論。

### 华人世界
中国流亡异议作家廖亦武认为，中国“最好分裂成10国”，包括云南、四川、广东等地，他认为中国共产党没有能力“统治这么大一个国家”，并主张地方分裂的前一步应该是地方自治，从而达到前苏联解体的效果。他的言论因此遭到中国亲体制学者的激烈批判，认为他“嘴脸丑陋”“必将被钉在耻辱柱上”。
历史学者刘仲敬同样主张，中国应该解体为不同的民族国家，并将广东独立后称为“坎通尼亚”（Cantonia）。有研究中国当代社会思潮的加拿大学者认为刘的这种对“区域主义”（regionalism）的推崇，包括对香港，台湾，西藏等地的分裂活动的支持，对中国的未来极为危险。而有亲中国体制的学者则严厉批评刘仲敬学说主张对中国的分裂，称其为“沐猴而冠的渣滓”。另外有多位海外学者联名投书，认为刘主张的诸夏论是历史虚无主义。中国之所以为中国，是中华民族在形成过程中统一战胜了分裂，反而造就了中国历史。而刘的理论都建立在假设上，不以事实为根据，并凭空捏造南粤国、幽燕国等20个国家，已非单纯学术研究，而是将之变为推翻国家政权的理论武器。另外，李钧杰博士在接受采访称，刘仲敬的思维逻辑超越了戈尔巴乔夫，「他梦想着把中国大卸20块，甚至返祖到3000年前800诸侯那时去，这种研究结果不是很可笑吗？」，并指有关理论是无法实现的虚无幻想，也不会有哪个国家会接受。劉仲敬認為，國民黨歷史上多次發生所謂寧粵分裂，廣東派和江浙派的國民黨因為地域等分歧而成立對立的中央政府，非常類似在泛阿拉伯民族主義和復興黨主義下，敘利亞、伊拉克的復興社會黨發生的對立與分裂，因為雙方都希望建立統一的大中華/大阿拉伯國家，但由於資源不足，中東的泛阿拉伯民族主義從未能真正成功。
祖籍湖南的澳大利亚华人经济学家杨小凯曾在其著作中多次探讨中国和欧洲经济制度和历史的差异，并设想东亚解体为多国体系，广东等地成为主权国家，将会对自由贸易造成的积极影响。“今天如果湖南与广东是两个国家，他们之间的人均收入差别已在一倍左右，竞争压力当会非常强。但湖南广东由於不是主权国家，它们也没有能力对此竞争压力作强有力的反应。” 杨同时认为，中国的解体有利于政治自由和宪政：“中国的规模很大﹐周围没有国家可以与之抗衡﹐因此中国不能形成反馈圈……促进宪政改革的政治力量﹑政治条件就不存在。……中国人没有地方跑。如果中国现在分成七个国家﹐中国早就会接受宪政主义。因为哪个国家不符合宪政主义的话﹐那个国家的居民就会跑掉。比如山东人全跑到广东去﹐山东政府就会被跑垮﹐就象东德。”
生于澳门的香港时事评论员谭志强则认为，他不认为香港独立可行，而廣東卻有其獨立條件。譚重提陳炯明的聯省自治概念，并认为从地理位置而言，只要封了三個分別接壤福建與湖南的山口的高速公路與肇慶的水路，廣東即可獨立。
中国异议作家王力雄曾在狱中与东突厥斯坦独立运动人士，维吾尔人穆合塔尔通信讨论中国的大一统与分裂问题。王力雄以广东独立的假象情况为例子，质疑中国无法走苏联解体的模式，因为假如实行住民自决原则，“如果分离与否仅仅依据住民自决，广东百姓多数会认为广东独立可以过得更好，珠江三角洲居民又可能认为脱离广东最妙，上海市民也会认为自立的上海可以成为另一个新加坡。中国很多地方都可能产生独立的要求与动力，也会获得多数本地住民的赞成。那时的中国会不会四分五裂，无法维系呢？”
2016年，台灣財經記者、作家，曾旅居中國十年的胡采蘋发表言论，表示其曾“遇到不少中国人不认为中国应该是一个国家，应该是一个联邦，各省都独立，尤其广东独立是最强的，因为他们最有钱”，该番言论被中国观察者网等媒体报道并批判。中国旅美学者谢选骏在评论2019年香港反送中运动时，认为中共在中国的极权统治，催生了越来越多地区的独立意识。香港独立的思潮和活动很可能催生“沪独”、“粤独”等独立活动。
2023年10月16日，佛山市民政局宣布取缔一个名为“岭南模拟联合国”的组织，因其“进行有关敏感议题辩论培训”。而该团体曾在6月计划举办模拟民国时期国会关于“省权宪制”、“联省自治”的辩论活动。有评论认为当局之所以认为这个话题敏感，是因为“广东在联省自治运动中又曾经有很重要的地位”，辩论“牵涉到近代史上联邦主义的思潮，（当局）怕它最后会演变成分裂中国、地方独立的思潮。”
香港游戏开发者、企业家、政治评论家郑立忆述他在中国工作時的经历，曾接触不少会私下讨论广东独立的中国人，并描述“「如果我們的故鄉獨立」這樣的說法，是很容易（从中国人口中）聽到的”。他并指出，与他讨论广东独立的人士往往有着分裂的政见，例如又会激烈地主张攻打台湾。他形容这种分裂的思想令他疑惑。
曾在文革时期在广州街头贴出大字报批判中共的李一哲事件的主角，中华人民共和国民主运动人士王希哲曾在一篇强烈批判台湾独立的文章中回忆起他在广州的成长经历，作为南下干部后代的他在广东感受到广东人强烈的排外情绪。因为当时广东从上到下的几乎各级统治机构主政者都是外省人，他与他的外省同学经常会因此与本地人发生语言和肢体冲突。他形容这种排外情绪为“粤独主义”，并称这种现象在文化大革命中逐渐消失。
中国社会民主党成员曾节明在对王希哲的公开信中反对中国分裂，认为广东独立的运动与满洲、南蒙古和蜀独、沪独等是中国最大的威胁，因其“打着普世价值的幌子”。而作为反对台独的人士，王希哲认为支持台独的台湾民众越来越多，是因为台湾像满洲国一样，建立了脱离中国的实际运作的中央政府过久。他认为假如满洲国当年能够存在时间更久，那么满洲地区的人民将会产生与中国本部相异的“满洲国人”认同。他继续以广东或山东作为例子：
同样曾在文革期间在广州担任造反派领袖，出身河南的刘国凯忆述作为南下干部后代在广州成长的经历，认为广东社会一直存在比其他“汉族地区”更强烈的“排外心理”，并且从南越国、南汉国一直延续到民国时期主张“粤人治粤”、推动“广东独立”的陈济棠时期。
刘国凯认为广东此种“排外情绪”直到改革开放以后才被“经济结构”的变化冲击，但“广东的排外自立情绪虽然经过这三、四十年与全国各地的密切交流而大幅淡化，但死灰复燃是完全有可能的事情。广东的社会精英之所以不似社会底层民众那么排外，盖系他们把自己的仕途绑在中央政权之上。一旦中央权力系统崩塌，广东社会精英既无力问鼎中原，又可在广东自成体系时，他们完全有可能选择后者，潘多拉盒子一旦打开，骨牌效应就有可能出现。公元十世纪中国的历史就会重演。”

刘国凯亦认为台湾很可能会趁机“宣布独立外，还会在浙闽两广地区乃至更多的地方进行策动，唆使支持这些地方的分裂脱幅行动，使之成为台湾独立的屏障”，因此，主张中国大一统及民主化的刘反对台湾独立，认为包括台湾、广东等地的独立会为中国带来伤害。
2016年廣東陸豐烏坎村再度爆發抗爭事件。有主張香港獨立的本土派評論人士認為，香港獨立派應該支援“廣東獨立”，因為如果一直主張“香港人應該支援大陸人”的大中華派“真的想救烏坎，只有廣東獨立。香港人要幫廣東獨立，自己就要先獨立，各省同時牽制共匪，共匪就不可能專注對付一省一區。”

对于近年网络上出现的“广东独立”声音，有网络评论者认为，广东一些本土人士具有“本土优越感”以及“本土危机感”，是一种“网络部落主義”，并认为广州的撑粤语游行就是矛盾激发的例证。该评论者同时表示，历史上李鸿章和欧榘甲等计划的广东独立，目标仍然是为了恢复大一统，独立并非目的。乔治梅森大学经济历史学者马克·小山（Mark Koyama）则在一次访谈中提到他与中国人交谈的经历和感受，认为中国人“比想象中更分离主义”，特别是来自“上海地区或粤港地区”的人士。他同时指出，中国历史上每几百年便会进入分裂的格局，因此如果将来有大灾难或是崩溃事件，也很可能会再次分裂。
被中国政府通缉而逃亡美国的著名中國富商郭文貴曾評論俄烏戰爭，認為俄羅斯最終將會解體分裂成十幾個國家。因此，他認為中國必須實行聯邦制，乃至讓廣東、台灣、香港、西藏及新疆獨立。
主张香港独立的香港本土派领袖，本土民主前线发言人黄台仰认为，“当广东、新疆以及中国其他的省不独立的话”，香港独立没有办法实现。因此港独也是“对于整个中国理想的想像。”。黄台仰认为“不同的省、不同的人民都可以自由选择我们这个地方的未来，我们这个群体的未来是怎样的”，“如果要让在中国不同的人、不同的民族真正有他们的自主性的话，只有打破大一统的框架，我们才有空间去思考怎样去拥有我们自己的主体性”。对于黄台仰的看法，曾参与上海白纸运动的流亡社运人士黄意诚则认为以省为单位独立并不可能，因为“中国的省界与文化地理的单元是错开的”，认为黄台仰对中国的地理不够熟悉。对于包括广东独立在内的新兴独立思潮和运动，他认为是“突破“大一统”的桎梏，建构稳定社群的宝贵尝试”，但他也认为部分只存在于社交媒体上的声音未能建构出稳定的线下社群。。

### 外国人士
1912年，日本学者、中国通中岛端出版写作书籍《支那分割的命运》。中岛警告中国分裂、或被西方列强瓜分的命运不可避免，在《支那人有省份观念无国家观念》一章中，中岛认为中国不同的省份民众特点区别很大，对于广东，中岛认为“广东人虽为中国人，则实与中国人之性情迥异、狡狯剽悍、心性执拗。”。中岛认为在南北差异和各地差异的因素下，在中华民国刚建立的当时难以维系共和体制的运作，很容易在军阀战争中进一步分裂成不同国家。
1931年5月，国民党因约法之争和蒋介石扣押胡汉民事件引发“宁粤对立”，反蒋各派在广州成立广州国民政府，蔣介石憤怒地在日記中稱“倭寇藉粤方捣乱之机，以逼迫中国，粤寇藉倭奴之力以倒中国，而且其推出代表，全为粤人，是广东毅然成一粤国，与倭国攻守同盟，以攻中央，形势至此，殊为我中华民族羞”。8月，于上海的英文刊物《远东时报》刊登一篇题为《现实，承认并非干预》（REALITIES: Recognition is not Intervention）的社论。作者George Bronson Rea认为，列强应该承认满洲独立，中华民族并不是一个统一的民族，中国像欧洲一样内部差异极大。因此中国的统一必将依赖于武力，将带来灾难，为苏联势力的扩张带来机会。作者认为时人应该摒弃海约翰时代避免中国分裂的政策。文章还尝试假设列强支持广东国民政府独立建国的情况：
如果外国列强承认广东的独立，条件是新国家同意承担其外债份额，加入国际联盟，签署凯洛格和平公约，并集中精力改善其人民的福祉，这对人类不是更好吗！如果我们承认新疆蒙古和中亚部落应用自决原则的权利；如果张作霖的继任者可以藐视中央政府的权力并保持自治存在，为什么要否认广东同样的权利呢？如果承认广东为一个主权国家将成为制止这些愚蠢的内战，即使是暂时制止的手段，那么人类、常识和现实政治都要求采取行动。
一个独立的广东，还包括广西、云南和贵州，将为不安和进步的广东人提供一个机会，向世界和中国其他地区展示在一个由中国人民组成、由中国人民领导、为中国人民服务的政府下可以做些什么。给广东一个机会来解决这个问题，作为对中国其他更落后的州省的教训。在新的条约和保证以及外债份额的巩固下，外国资本完全可以流入这个华南共和国，开发其资源，为负担沉重的人民开创繁荣的新时代。
從事研究臺灣與中國的認同問題的史丹福大學人類學副教授鮑梅立（Melissa J. Brown）在其著作《台湾属于中国吗？》中指出，漢化是中國文明發展過程中的根本假設，支撐著「『中國』為一凝聚民族實體」的概念。她提及廣東分離主義的可能性，藉此對中國民族主義的殖民行為提出更深刻的質疑，而且她认为台湾独立將會挑戰包括廣東在內等地屬於中國的觀點，造成骨牌效應：
精通中文的日本右翼评论人、作家和记者，日本“南支那海问题思考会”成员宫崎正弘结合自身在中国的经历，认为不仅是南蒙古、西藏和东突厥斯坦，而是包括广东、香港、澳门、福建和上海，因为被分为不同的经济圈，都有独立的潜力和可能性。宫崎认为中国民系之间差异极大，广东人素来有旺盛的“反中央、独立精神”。结合他对中国其他地区的民情分析以及中共内部的权力斗争，宫崎指出中国实际上面临着多种分裂的可能性，因为中共难以同时应付经济、边疆、维稳和资产外流等问题。
日本學者中嶋嶺雄支持中国解体成几个到十几个不同国家的主张，例如其于1992年1月号的VOICE杂志上发表了题为《中华联邦共和国试论》的文章。中嶋受苏联解体启发，认为中國过于庞大，不合适于自由民主体制及自由贸易，而中國分裂後的國家大小，應以法國的面積大小爲參考比較適當。同时也能为日本和其他国家消除来自中国的威胁。在中嶋的设定中，包括香港共和国、广东共和国、福建共和国、台湾共和国、内蒙共和國、西藏共和国、雲南共和國、滿洲共和國、华东共和国和华北共和国等等，以“經濟及民主發展上互相競爭,以喚醒中國社會全體的活力。”。而在「廣東共和國」的設想中，認為以珠三角為中心的廣東省具備獨立潛力，與香港形成緊密經濟聯繫。他認為廣東作為辛亥革命發源地，擁有獨特歷史與文化身份。若與1997年回歸後的香港共存，廣東有望形成實質上的獨立經濟實體，促進華南經濟活力。此外，中嶋嶺雄認為其海南島雖然從廣東省分離成為獨立省份，但若能重新與「廣東共和國」的一部分，將進一步促進其經濟發展。由于中嶋与当时被认为是台独支持者的台湾总统李登辉关系密切，并被李登辉视为智囊，与其合著《亞洲的智略》等支持中国分裂的著作，因此其主张被亲中共学者批评为“亲台反华”、“胡說八道的夢囈”、“不可理喻”。中嶋的主张曾引起邓小平的注意，因此列入禁止进入中国的黑名单。
澳大利亚汉学家、中国问题学者凯大熊曾在中国民主转型研究所主办的《中国民主季刊》中撰文，论述支持中国解体的观点。凯大熊不仅支持香港、台湾及少数民族地区的自决，也认为所谓汉族地区内部有极大的差异，“广东、河南、上海和黑龙江没有必要都属于同一个国家或整体的这些不同地区显然有不同的文化，也有可能有不同的民族与不同的未来”。因此他支持广东在内的各地在民主和自决的原则下“分裂成多个独立的民主共和国”。凯大熊认为“汉族”是一个到近代才被塑造的概念，因此掩盖了很多不同的民族身份。他分析了港獨組織“我是香港人連線”發表的文章，當中包括認為廣東人是一個獨特的民族的粵獨觀點。凱大熊指出廣東在历史上至少产生了十多个独立于中国中央政府的政权，認為尽管当代的“广东独立”是一个非主流的觀點，但廣東獨特的身份認同仍然顯示出隱藏在單一“漢族”身份下的張力。而在中國社會和網絡文化中，北方人對廣東人的負面刻板印象也體現出了這一點，例如部分人士在網上開玩笑地設想廣東獨立，甚至宣稱沒有廣東人的中國會更加健康。
在2020年中印边境冲突后，部分印度媒体，包括著名的新闻频道NewsX流传展示部分中国解体后的地图，当中广东往往被分裂成名为“Cantonia”的国家。有评论者认为这种手段是为了解构中国的民族建构。